# Сантра
Са́нтра (I ст. до н. е.) — давньоримський граматик. На жаль, про нього збереглося дуже мало відомостей. Немає відомостей про повне його ім'я, місце та дату народження. Він займався аналізом давньоримської літератури попередників та свого часу. Надав характеристику авторам латинських творів. Про нього є згадки у Светонія, Песценнія Феста та Пассія Павла. Як хобі займався складанням віршів.
Є відомості про працю Сантри — «Про відомих людей». Тут були викладені усі розробки Сантри щодо літераторів та їхній доробок. Втім ця розробка Сантри не дійшла до нашого часу, вона відома лише за цитатами пізніших авторів.